# Michelle Rodriguez
Michelle Rodriguez, właśc. Mayte Michelle Rodriguez (ur. 12 lipca 1978 w San Antonio) – amerykańska aktorka filmowa i głosowa oraz scenarzystka.

## Życiorys
Urodzona jako córka Carmen Milady Rodriguez (pochodzącej z Dominikany) i Rafaela Rodrigueza (pochodzącego z Portoryko żołnierza US Army). Ma dwie przyrodnie siostry od strony ojca i dwóch braci: Oscara i Raula. Często wraz z rodziną zmieniała miejsce swego stałego pobytu – mieszkała na Dominikanie, w Jersey City, na Portoryko. Była wychowywana w rodzinie  Świadków Jehowy.
Zdobyła popularność dzięki rolom w filmach: Zbuntowana, Szybcy i wściekli, Resident Evil, S.W.A.T. Jednostka Specjalna, Avatar i serialu Zagubieni.

## Filmografia
- 2000: Zbuntowana (Girlfight) jako Diana Guzman
- 2001: Trzecia rano (3 A.M.) jako Salgado
- 2001: Szybcy i wściekli (The Fast and the Furious) jako Letty
- 2002: Resident Evil jako Rain
- 2002: Błękitna fala (Blue Crush) jako Eden
- 2002: Playing Dead: 'Resident Evil' From Game to Screen jako ona sama
- 2003: S.W.A.T. Jednostka Specjalna (S.W.A.T.) jako Chris Sanchez
- 2004: Control jako Teresa
- 2004: Zagubieni (Lost) jako Ana-Lucía Cortez (2005-2006, 2009, 2010)
- 2005: Sian Ka'an – rola głosowa
- 2005: BloodRayne jako Katarin
- 2006: Lost: A Tale of Survival jako Ana-Lucía Cortez
- 2006: A Cat's Tale – rola głosowa
- 2006: Rasa (The Breed) jako Nicki
- 2007: Bitwa w Seattle (Battle in Seattle) jako Lou
- 2008: Gardens of the Night jako Lucy
- 2009: Avatar jako Trudy Chacon
- 2009: Szybko i wściekle (Fast and Furious) jako Letty Ortiz
- 2010: Maczeta (Machete) jako Luz
- 2010: Trópico de sangre jako Minerva Mirabal
- 2011: Inwazja: Bitwa o Los Angeles (Battle: Los Angeles) jako sierż. techniczny Elena Santos
- 2011: Szybcy i wściekli 5 (Fast Five) jako Letty
- 2011: Blacktino jako Charlotte Foster Jane
- 2012: Resident Evil: Retrybucja jako Rain Ocampo
- 2013: Szybcy i wściekli 6 (Fast & Furious 6) jako Letty
- 2013: Maczeta zabija (Machete Kills) jako Luz
- 2013: InAPPropriate Comedy jako Harriet
- 2014: 1%ERS jako Olivia
- 2015: Szybcy i wściekli 7 (Fast & Furious) jako Letty
- 2016: Mścicielka jako Frank Kitchen
- 2017: Szybcy i wściekli 8 (The Fate of the Furious) jako Letty
- 2018: Wdowy (Widows) jako Linda
- 2018: The Limit jako M-13
- 2019: Alita: Battle Angel jako Gelda
- 2020: Ona jutro umrze (She Dies Tomorrow) jako Sky
- 2021: Crisis jako Inspektor Garrett
- 2021: Szybcy i wściekli 9 (F9) jako Letty
- 2023: Dungeons & Dragons: Złodziejski honor (Dungeons & Dragons: Honor Among Thieves) jako Holga Kilgore
- 2023: Szybcy i wściekli 10 (Fast X) jako Letty

## Nagrody i nominacje
- 2000: Zbuntowana – nagroda w kategorii najlepszy debiut podczas Independent Spirit Awards.
- 2000: Zbuntowana – nagroda w kategorii najlepsza rola żeńska podczas Deauville Film Festival.
- 2003: Błękitna fala – nominacja do zespołowej nagrody MTV Movie Awards.
- 2006: Zagubieni – nominacja do Saturna w kategorii najlepsza aktorka drugoplanowa w serialu lub filmie telewizyjnym.
- 2007: BloodRayne – nominacja do Złotej Maliny w kategorii najgorsza aktorka drugoplanowa.